# 유영 (피겨스케이팅 선수)
유영(劉永, 2004년 5월 27일~)은 대한민국의 피겨스케이팅 선수이다. 2016년(70회), 2018년(72회), 2019년(73회), 2020년(74회) 한국 피겨스케이팅 선수권 대회 우승자이며, 2016년 대회 첫 우승을 차지했을 때에는 당시 11세 8개월로 김연아가 가지고 있던 최연소 우승(12년 6개월)기록을 경신하기도 했다. 대한민국 평창군에서 열린 2018년 동계 올림픽 성화 봉송 첫 주자를 맡았으며, 개회식에서는 유망주 4인 중 피겨 부분 기대주로 올림픽기를 들고 입장했다. 트리플 악셀 점프를 구사할 수 있으며, 3Lz+3T, 3Lz+1Eu+3S 등 고난이도 3+3 컴비네이션을 구사할 수 있다.

## 소개
유영은 서울특별시에서 세 남매 중 막내 딸로 태어났다. 두 살 때 아버지의 일 때문에 부모님을 따라 인도네시아에 갔고, 유년 시절을 싱가포르에서 보냈다.

## 경력
유영은 김연아가 쇼트, 프리, 총점에 모두 세계 신기록을 세우며 우승 했던 2010년 동계 올림픽을 계기로 스케이팅을 시작했다. 유년 시절을 자고 나란 싱가포르에서 트레이닝을 받기 시작했고 2011년부터 2013년까지 싱가포르 선수권 대회에 참가했다.
싱가포르에서 스케이팅을 배울 때 코치였던 1999년 아시안 게임 '아이스 댄싱' 부문 금메달리스트인 장웨이는 "피겨 선수로서 폭발적인 점프력과 유연성 그리고 무엇보다도 재능이 뛰어난 선수"라고 평가했고, 조국인 대한민국으로 돌아가 더 좋은 환경에서 연습하면 훨씬 더 좋아질거라고 조언을 아끼지 않았다.
2015-16 시즌에 참가한 제70회 한국 피겨스케이팅 선수권 대회에서 최연소로 우승을 차지하며 김연아를 뒤이을 신흥 피겨스케이터로 이름을 날렸다. 하지만 타이틀에 대한 부담감 때문인지 이듬 해 열린 71회 대회에선 쇼트 프로그램의 실수를 끝내 만회하지 못하며 종합 5위에 머물렀다. 유영 본인도 인터뷰에서 "디펜딩 챔피언이라는 타이틀이 부담스러웠다."고 이야기 했다.
2017-18 시즌 ISU 주니어 그랑프리와 2018년 동계 올림픽 출전권 획득을 위한 1차 선발전에서 최종 순위 3위를 차지해 김예림, 임은수 다음으로 그랑프리 출전권 2장을 획득했고, 이후 출전한 5차 대회 4위, 7차 대회 5위를 기록했다. 12월 초 열린 올림픽 2차 선발전을 겸한 2017 전국남녀 회장배 랭킹대회에서 쇼트 67.46, 프리 130.10점을 받아 종합점수 197.56점으로 압도적 1위를 차지했고, 올림픽 3차 선발전을 겸한 한국 피겨 종합선수권 대회에서는 쇼트 69.53, 프리 135.15점을 받아 종합점수 204.68점을 기록해 우승을 확정지으며, 대회 3위인 임은수와 함께 2018 주니어 세계선수권 대회 출전권을 획득했다. 국내 대회에서 김연아 이후 200점을 넘은 두 번째 선수이다. 처음으로 출전한 주니어 세계 선수권에서는 총점 171.78점으로 9위를 기록하며 자신의 주니어 데뷔 시즌을 마무리했다.
2018-19 시즌 주니어 그랑프리 선발전에서 1위를 차지하며 출전권 2장을 획득해 1차, 4차대회에 출전했다. 1차대회에서 쇼트, 프리 모두 퍼스널 베스트를 경신하며 본인의 첫 ISU 주니어 그랑프리 동메달을 획득했으나 4차대회에서는 부진해 4위를 기록했다. 12월 열린 회장배 랭킹대회 쇼트프로그램에서 트리플 악셀을 시도했으나 넘어졌고, 컴비네이션 점프에서도 실수가 나오며 9위를 기록했으나, 프리스케이팅에서 130.06점을 받으며 종합 은메달을 획득했다. 이후 출전한 종합선수권에서 총점 198.63점으로 우승을 차지하며 종합선수권 2연패, 통산 3번째 우승을 기록했다. 비공인 대회인 바바리안 오픈, 유소년 아시아 대회에서 모두 우승을 차지했으나, 시즌 마지막 대회인 주니어 세계선수권 쇼트프로그램에서 컴비네이션 점프를 날리는 큰 실수를 해 프리스케이팅에서 개인 최고점을 기록했음에도 불구하고 6위에 머물렀다.
2019-20 시즌 시니어 공인대회 데뷔전인 롬바르디아 트로피에서 쇼트 70.47, 프리 130.47점을 받으며 총점 200.89점으로 동메달을 획득했다. 이 대회로 한국 선수 중 3번째로 총점 200점을 돌파한 여자 선수가 되었다. 연이어 출전한 U.S. 인터내셔널 클래식 대회에서는 쇼트프로그램에서 부진했으나 프리스케이팅 141.25점을 기록하며 총점 199.29점으로 은메달을 획득했다. 이 대회로 김연아 이후 최초로 프리 140점대를 돌파한 여자 선수가 되었다. 시니어 그랑프리 데뷔전인 스케이트 캐나다에서 트리플 악셀을 깔끔하게 랜딩하며 쇼트 78.22점을 기록했다. 프리에서는 트리플 악셀에서 넘어졌으나 그 외의 점프는 모두 성공시키며 프리 139.27점, 총점 217.49점으로 그랑프리 데뷔전에서 동메달을 획득하였다. 이 대회로 김연아 이후 한국 최초로 210점대를 돌파한 여자 선수가 되었으며, 역시 김연아 이후 한국 최초로 시니어 그랑프리 데뷔전에서 메달을 딴 여자선수가 되었다. 이 대회에서 좋은 활약을 펼치며 그랑프리 컵 오브 차이나에 추가배정되었다. 컵 오브 차이나에서는 쇼트에서 연이은 실수가 나오며 7위를 기록했으며 프리에서 130.32점, 총점 191.81점으로 최종 4위를 기록하며 연속 메달 획득에 실패했다. 회장배 랭킹대회에서 종합 4위를 기록하며 사대륙선수권 티켓을 따냈고 종합선수권에서 220.20점으로 대회 3연패, 통산 4번째 우승을 기록하며 세계선수권 티켓을 따냈다. 2020 로잔 동계 유스올림픽에 출전해 쇼트 73.51, 프리 140.49, 총점 214.00점으로 아시아 최초로 유스올림픽 우승을 차지했다. 자국에서 열린 2020 사대륙 선수권 대회에서 쇼트프로그램 73.55점으로 3위를 기록했고, 프리스케이팅에서 트리플 악셀을 포함한 모든 점프를 성공시키며 149.63점을 받아 총점 223.23점으로 은메달을 획득했다. 한국선수가 ISU 공인 챔피언십 대회에서 메달을 딴 것은 김연아 이후 처음이었으며, 공인점수 220점을 돌파한 것도 김연아 이후 처음이다.

## 프로그램
| Season    | 쇼트프로그램                                                                                       | 프리스케이팅 | 갈라 |
| 2019-2020 | Romio and Juliet(로미오와 줄리엣)                                                                  | 영화 에비타 OST | |
| --------- | -------------------------------------------------------------------------------------------------- | --- | --- |
| 2018–19   | - Tango de amor (사랑의 탱고)                                                                      | - 영화 마이페어 레이디 OST | - 영화 시카고 OST - 안무: 셰린 본                                                                          |
| 2017–18   | - Don't Rain on My Parade - 줄 스타인, 밥 메릴 - 안무: 셰린 본                                     | - 캐리비안의 해적 OST - 안무: 셰린 본 | - 헬로 - 마르탱 솔베이그, Martina Sorbara (피처링 드래고넷) - 내가 제일 잘 나가 - 테디 (가수) - 가창: 2NE1 |
| 2016–17   | - 스캇과 프랜의 파소 도블레 (댄싱 히어로 OST) - 연주: David Hirschfelder & The Bogo Pogo Orchestra | - 블랙 스완 OST - 클린트 만셀 - 안무: 신예지                                                                                                 | |
| 2015–16   | - 하바 나길라 유태인 민속음악                                                                      | - Meeting Krishna (라이프 오브 파이 OST) - 마이클 대나 - Don't You Worry Child - 스웨디시 하우스 마피아 - 연주: 피아노 가이스 - 안무: 신예지 | - Puttin' On the Ritz - 로비 윌리엄스                                                                      |
| 2014–15   | - 하바 나길라 유태인 민속음악                                                                      | 로미오와 줄리엣 (프로코피예프): - 어린 줄리엣 - 몬태규가와 캐퓰릿가 - 세르게이 프로코피예프                                                  | |

## 대회 기록
| 국제:시니어                               | 국제:시니어 | 국제:시니어 | 국제:시니어 | 국제:시니어 | 국제:시니어 | 국제:시니어 |
| Event                                     | 14–15       | 15–16       | 16–17       | 17–18       | 18–19       | 19–20       |
| ----------------------------------------- | ----------- | ----------- | ----------- | ----------- | ----------- | ----------- |
| 세계선수권                                |             |             |             |             |             | TBD         |
| 사대륙선수권                              |             |             |             |             |             | 2nd         |
| GP 컵 오브 차이나                         |             |             |             |             |             | 4th         |
| GP 스케이트 캐나다                        |             |             |             |             |             | 3rd         |
| CS 롬바르디아 트로피                      |             |             |             |             |             | 3rd         |
| CS U.S. 인터내셔널 클래식                 |             |             |             |             |             | 2nd         |
| 필라델피아 써머 인터내셔널                |             |             |             |             |             | 1st         |
| 국제:주니어                               |             |             |             |             |             |             |
| 동계 유스올림픽                           |             |             |             |             |             | 1st         |
| 주니어 세계선수권                         |             |             |             | 9th         | 6th         |             |
| JGP 캐나다                                |             |             |             |             | 4th         |             |
| JGP 크로아티아                            |             |             |             | 4th         |             |             |
| JGP 이탈리아                              |             |             |             | 5th         |             |             |
| JGP 슬로바키아                            |             |             |             |             | 3rd         |             |
| 바바리안 오픈                             |             |             |             |             | 1st         |             |
| 동계 유소년 아시안대회                    |             |             |             |             | 1st         |             |
| 탈린 트로피                               |             |             |             |             | 1st         |             |
| 국제:노비스                               |             |             |             |             |             |             |
| 아시안 트로피                             |             | 2nd         | 1st         |             |             |             |
| 티롤컵                                    |             | 1st         |             |             |             |             |
| 탈린 트로피                               |             |             | 2nd         |             |             |             |
| 국내                                      |             |             |             |             |             |             |
| 종합선수권                                | 6th         | 1st         | 5th         | 1st         | 1st         | 1st         |
| 회장배 랭킹대회                           | 5th J       | 2nd J       | 1st         | 1st         | 2nd         | 4th         |
| 동계체전                                  | 1st         | 3rd         | 1st         | 1st         |             | TBD         |
| 종별선수권                                | 1st         |             |             |             |             |             |
| 유스올림픽 선발전                         |             |             |             |             |             | 1st         |
| 주니어 그랑프리 선발전                    |             |             |             | 3rd         | 1st         |             |
| Levels: N. = Advanced novice; J. = Junior |             |             |             |             |             |             |

## 주요 대회 세부 기록

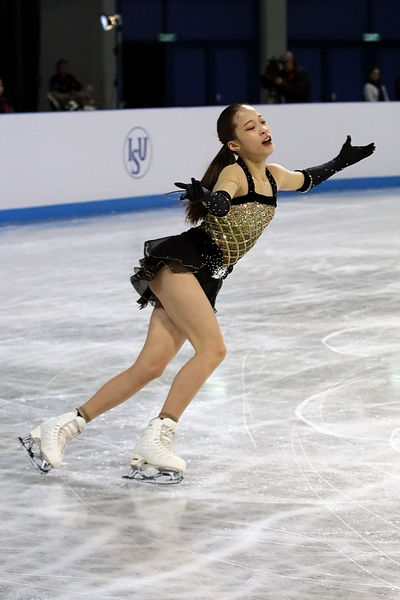
2018년 세계 주니어 선수권 대회 당시의 유영

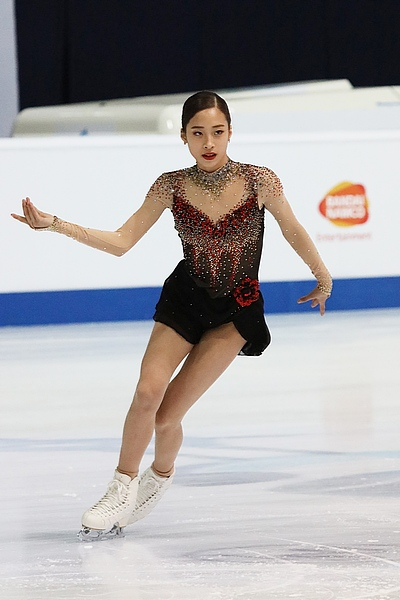
2019년 세계 주니어 선수권 대회 당시의 유영

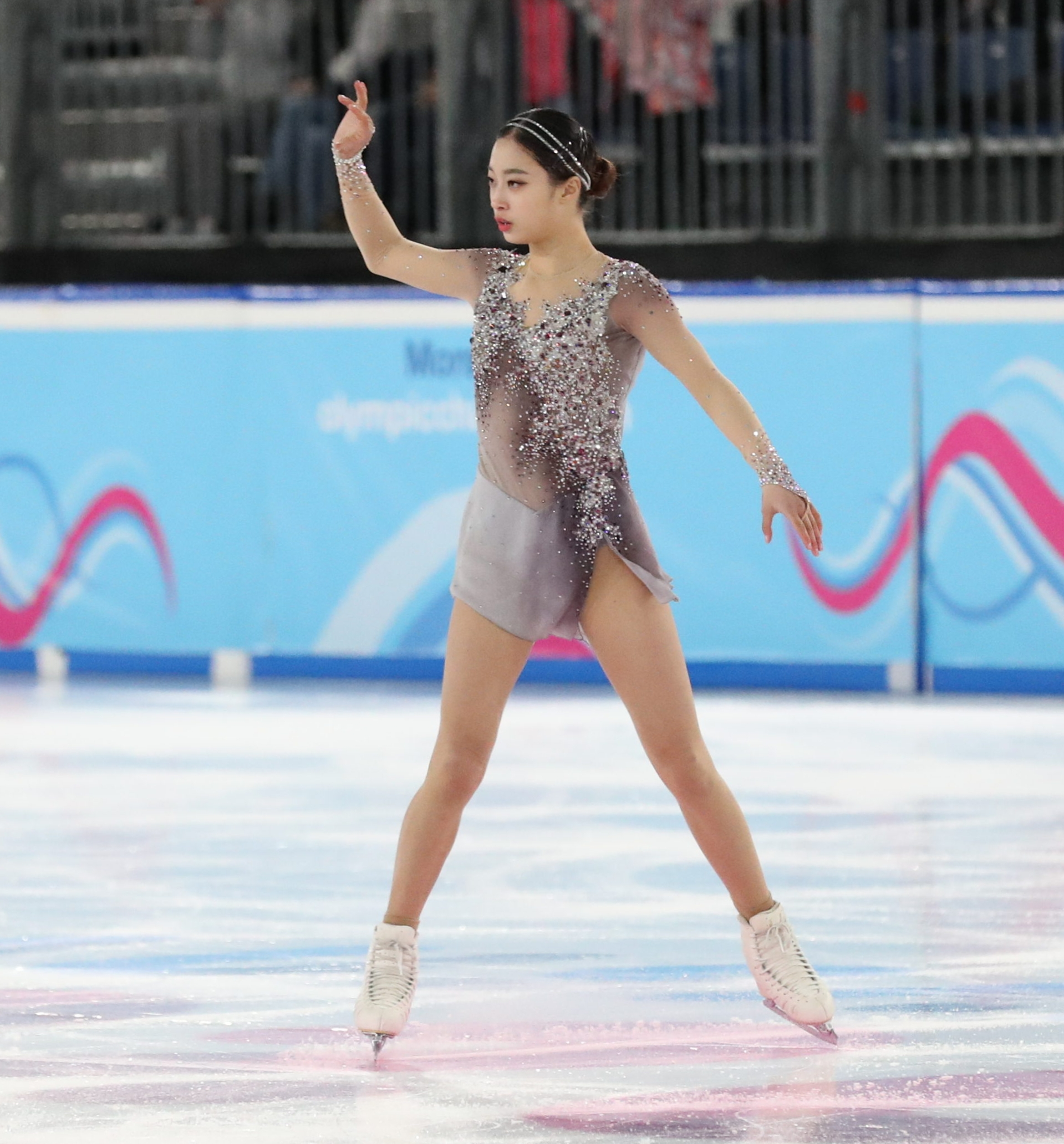
2020년 동계 청소년 올림픽 당시의 유영

| 2019–2020 시즌          |                                                |        |              |              |          |
| 날짜                    | 경기                                           | 급수   | 쇼트프로그램 | 프리스케이팅 | 총점     |
| 2020년 2월 4–9일        | 사대륙선수권                                   | 시니어 | 3 73.55      | 2 149.68     | 2 223.23 |
| 2020년 1월 10–15일      | 동계 유스올림픽                                | 주니어 | 1 73.51      | 1 140.49     | 1 214.00 |
| 2020년 1월 3–5일        | 제 74회 한국 종합선수권                        | 시니어 | 1 76.53      | 1 143.67     | 1 220.20 |
| 2019년 11월 8–10일      | GP 컵 오브 차이나                              | 시니어 | 7 61.49      | 4 130.32     | 4 191.81 |
| 2019년 10월 25–27일     | GP 스케이트 캐나다                             | 시니어 | 2 78.22      | 3 139.27     | 3 217.49 |
| 2019년 9월 17–22일      | CS U.S. 클래식                                 | 시니어 | 4 58.04      | 1 141.25     | 2 199.29 |
| 2019년 9월 13–15일      | CS 롬바르디아 트로피                           | 시니어 | 2 70.47      | 3 130.47     | 3 200.89 |
| 2019년 7월 31–8월 3일   | 필라델피아 써머 인터내셔널                     | 시니어 | 2 64.87      | 1 128.61     | 1 193.48 |
| 2018–2019 시즌          |                                                |        |              |              |          |
| 날짜                    | 경기                                           | 급수   | 쇼트프로그램 | 프리스케이팅 | 총점     |
| 2019년 3월 4–10일       | 주니어 세계선수권                              | 주니어 | 11 55.62     | 5 123.20     | 6 178.82 |
| 2019년 2월 13–15일      | 동계 유소년 아시아대회                         | 주니어 | 1 71.39      | 1 134.43     | 1 205.82 |
| 2019년 2월 5–10일       | 바바리안 오픈                                  | 주니어 | 1 68.24      | 1 127.26     | 1 195.50 |
| 2019년 1월 11–13일      | 제 73회 한국 종합선수권                        | 시니어 | 1 67.68      | 1 130.95     | 1 198.63 |
| 2018년 11월 30–12월 2일 | 탈린 트로피                                    | 주니어 | 1 50.17      | 1 113.50     | 1 163.67 |
| 2018년 9월 12–15일      | 주니어 그랑프리 캐나다                         | 주니어 | 4 60.66      | 4 111.19     | 4 171.89 |
| 2018년 8월 22–25일      | 주니어 그랑프리 슬로바키아                     | 주니어 | 3 64.45      | 4 119.53     | 3 183.98 |
| 2017–2018 시즌          |                                                |        |              |              |          |
| 날짜                    | 경기                                           | 급수   | 쇼트프로그램 | 프리스케이팅 | 총점     |
| 2018년 3월 5–11일       | 주니어 피겨 세계선수권 (불가리아, 소피아)      | 주니어 | 9 59.79      | 8 111.99     | 9 171.78 |
| 2018년 1월 5–7일        | 제 72회 한국 종합선수권                        | 시니어 | 1 69.53      | 1 135.15     | 1 204.68 |
| 2017년 12월 1–3일       | 회장배 랭킹대회                                | 시니어 | 1 67.46      | 1 130.10     | 1 197.56 |
| 2017년 10월 11–14일     | 주니어 그랑프리 7차 (이탈리아, 볼차노)         | 주니어 | 5 60.42      | 4 117.28     | 5 177.70 |
| 2017년 9월 27–30일      | 주니어 그랑프리 5차 (크로아티아, 자그레브)     | 주니어 | 5 53.81      | 3 109.61     | 4 163.42 |
| 2017년 7월 27–29일      | 주니어 그랑프리 시리즈 파견선수 선발전         | 주니어 | 4 56.85      | 3 113.16     | 3 170.01 |
| 2016–2017 시즌          |                                                |        |              |              |          |
| 날짜                    | 경기                                           | 급수   | 쇼트프로그램 | 프리스케이팅 | 총점     |
| 2017년 1월 6–8일        | 제71회 한국 종합선수권                         | 시니어 | 6 58.71      | 2 122.17     | 5 180.88 |
| 2016년 11월 19–27일     | 탈린 트로피 (에스토니아, 탈린)                 | 노비스 | 3 36.49      | 1 90.40      | 2 126.89 |
| 2016년 8월 4–7일        | 2016 아시안 트로피                             | 노비스 | 1 46.03      | 1 91.10      | 1 137.13 |
| 2015–2016 시즌          |                                                |        |              |              |          |
| 날짜                    | 경기                                           | 급수   | 쇼트프로그램 | 프리스케이팅 | 총점     |
| 2016년 3월 9–13일       | 컵 오브 티롤 (티롤컵) (오스트리아, 인스부르크) | 노비스 | 1 46.72      | 1 88.03      | 1 134.75 |
| 2016년 1월 8–10일       | 제70회 한국 종합선수권                         | 시니어 | 1 61.09      | 1 122.66     | 1 183.75 |
| 2015년 8월 5–8일        | 2015 아시안 트로피                             | 노비스 | 4 33.38      | 1 80.71      | 2 114.09 |
| 2014–2015 시즌          |                                                |        |              |              |          |
| 날짜                    | 경기                                           | 급수   | 쇼트프로그램 | 프리스케이팅 | 총점     |
| 2015년 1월 5–9일        | 제69회 한국 종합선수권                         | 시니어 | 6 52.15      | 7 97.14      | 6 149.29 |

## 수상 기록
| Year | Awards                                           |
| ---- | ------------------------------------------------ |
| 2016 | 21회 코카콜라 시상식: 올해의 루키                |
| 2016 | 대한빙상경기연맹 2016 성적우수선수: 최우수신인상 |
| 2016 | 스포츠마케팅어워드코리아 2016: 유망선수          |
| 2016 | 2016 경기체육인대상: 엘리트부문 최우수선수       |

## 같이 보기
- 김연아